# Кой кой е?
Кой кой е? (на испански: ¿Quién es quién?) е американска испаноезична теленовела, продуцирана от Хема Ломбарди, Кармен Сесилия Урбанеха и Джошуа Минц за Телемундо през 2015-2016 г. Адаптация е на теленовелата Любов или измама от 2003 г., която е римейк на чилийската теленовела Amores de mercado от 2001 г., създадена от Фернандо Арагон и Арналдо Мадрид.
В главните роли са Еухенио Силер, Дана Паола и Кимбърли дос Рамос, а в отрицателните - Джонатан Ислас, Гилермо Кинтания и Сандра Дестенаве.

## Сюжет
В центъра на историята си двама братя близнаци, които са разделени още при раждането си. Минават години, превърнали са се в млади хора, които имат съвсем различен живот. Педро е женкар, който живее със своите майка, баба и сестра. Той е скромен, мил и беден мъж. Леонардо е богат, отговорен и пристрастен към работата. Единственият му интерес е да бъде най-добрият в работата си. Той живее с баща си, който е добър човек, и с мащехата си и двете ѝ деца. Близнаците ще се съберат отново в неочаквана ситуация и случайно техните идентичности ще бъдат променени.

## Актьори
- Еухенио Силер - Педро „Перико“ Перес Гонсалес / Леонардо Фуентемайор
- Дана Паола - Палома Ернандес
- Кимбърли дос Рамос - Фернанда Манрике / Исабела Фернанда Бланко
- Лаура Флорес - Инес Гонсалес
- Джонатан Ислас - Игнасио Ечанове
- Карлос Еспехел - Басилио Ребойедо
- Гилермо Кинтания - Елмер Перес Лопес
- Габриел Валнесуела - Джонатан Гарсия
- Сандра Дестенаве - Фабиола Карбахал де Фуентемайор
- Фернандо Карера - Умберто Фуентемайор
- Мариса дел Портийо - Магдалена
- Майте Ембил - Нора
- Исабела Кастийо - Таня Сиера
- Силвана Ариас - Сокоро Санчес Рейес
- Габриел Роси - Рубен
- Армандо Тореа - Сантяго Бланко
- Алекс Руис - Малдонадо
- Окайри Хинер - Йесения Перес Гонсалес
- Рубен Моралес - Хустино Ернандес
- Исабел Морено - Сара Лопес вдовица де Перес
- Кения Ихуелос - Ивон
- София Река - Рената Сандовал
- Адриан Ди Монте - Еухенио Ернандес
- Мария дел Пилар Перес - Даниела Сандовал
- Даниела Уонг - Констанса Ечанове Карбахал
- Даниела Масиас - Гуадалупе Миранда
- Фернандо Пеканинс - Мелкиадес
- Хисела Абрумрад - Ортенсия Ортис
- Есекиел Монталт - Армандо Саманиего
- Николас Маглион - Салвадор Ернандес
- Винсе Миранда - Себастиан

## Продукция и излъчване
Актьорският състав е потвърден на 18 август 2015 г. Теленовелата е заснета в Санта Моника, Маями и Лос Анджелис.
Премиерата е на 26 октомври 2015 г. по мексиканския канал Gala TV, собственост на компания Телевиса. Последният 120 епизод е излъчен на 8 април 2016 г. Премиерата в САЩ е на 9 февруари 2016 г. по канал Телемундо.

## В България
В България премиерата на сериала е на 5 юни 2019 г. по bTV Lady и завършва на 19 ноември. Дублажът е на студио VMS. Ролите се озвучават от Живка Донева, Елена Бойчева, Татяна Етимова, Росен Русев и Иван Велчев.